# Charles Jouas
Charles Jouas, né le 5 décembre 1866 à Paris, mort le 14 mai 1942, est un dessinateur, peintre et illustrateur français.

## Biographie
Né au faubourg Saint-Antoine à Paris, Charles Jouas est très tôt attiré par le dessin. Son père étant mort très tôt, il décide par lui-même de son orientation. Il se forme seul, travaillant « sur le tas », puis fréquente plusieurs ateliers, dont celui de Georges Clairin, élève d'Isidore Pils, et de Henri Regnault, où il s'initie à la peinture. Il travaille à des décors d'opéra avec Auguste Rubé et Chaperon. Il participe à la décoration du théâtre de Tours. Il se rend compte rapidement que la virtuosité de surface, le « clinquant », peuvent être un obstacle à une évolution vers la qualité. Il se tourne de plus en plus vers le dessin, cherchant toujours plus de rigueur. À partir des années 1890 il se lie avec la peintre d'inspiration symboliste Louise Desbordes (ou Louise-Alexandra Desbordes-Jouas) qu'il épousera en 1906. À partir de 1894 ils auront un atelier au 3 bis Cour de Rohan à Paris 6eme. 
Il vient de réaliser un cahier d'aquarelles destinées à illustrer Le Maroc de Pierre Loti, en 1896, lorsque se produit la rencontre capitale de sa vie : il se présente à Henri Beraldi, grand bibliophile et éditeur. Beraldi voit tout de suite le talent du jeune homme et le parti qu'il peut en tirer. Il le charge d'abord d'une série de dessins de Paris, puis l'illustration des Poèmes parisiens d'Émile Goudeau.
Une longue collaboration s'engage entre eux, avec le graveur Henri Paillard qui grave les dessins de Jouas. En 1897, ils se retrouvent dans les Pyrénées, à Luchon, villégiature estivale de Beraldi. Ils entreprennent de longues courses, dont Jouas ramène de nombreux dessins. Jouas manifeste une originalité certaine dans le choix de ses vues, évitant les clichés répandus par la lithographie et les estampes, présentant au contraire des sites inédits. Le grand projet est d'illustrer la monumentale chronique du bibliophile, Cent ans aux Pyrénées. La matière sera là, nombreuses illustrations dont il est évident qu'elles sont prévues pour l'édition, la plupart d'entre elles étant gravées par Paillard. Mais l'ouvrage paraît sans les illustrations, à l'exception des vignettes qui ornent les couvertures des sept volumes : les portraits de Ramond, Lézat, Russell, Nansouty, Schrader, Chausenque, Peytier et Hossard.
Il illustre aussi des ouvrages de bibliophilie, dont La Cathédrale de Joris-Karl Huysmans, La Cité des Eaux de Henri de Régnier ou le Vauban de Daniel Halévy. Il se met à la gravure, et devient président de la section Gravure de la Société nationale des beaux-arts. Il expose entre 1915 et 1920 dans la galerie Chaine et Simonson, rue Caumartin.
Un grand nombre d'œuvres de Charles Jouas est conservé au Musée pyrénéen de Lourdes : le fonds Charles Jouas comprend 127 dessins et aquarelles, l'artiste ayant entretenu relations et correspondances avec le fondateur et premier conservateur du musée, Louis Le Bondidier. Le musée Carnavalet de Paris conserve de son côté des vues de Paris de 1905 et 1906, dont des vues des chantiers du métro.

Vignettes des couvertures de Cent Ans aux Pyrénées de Beraldi
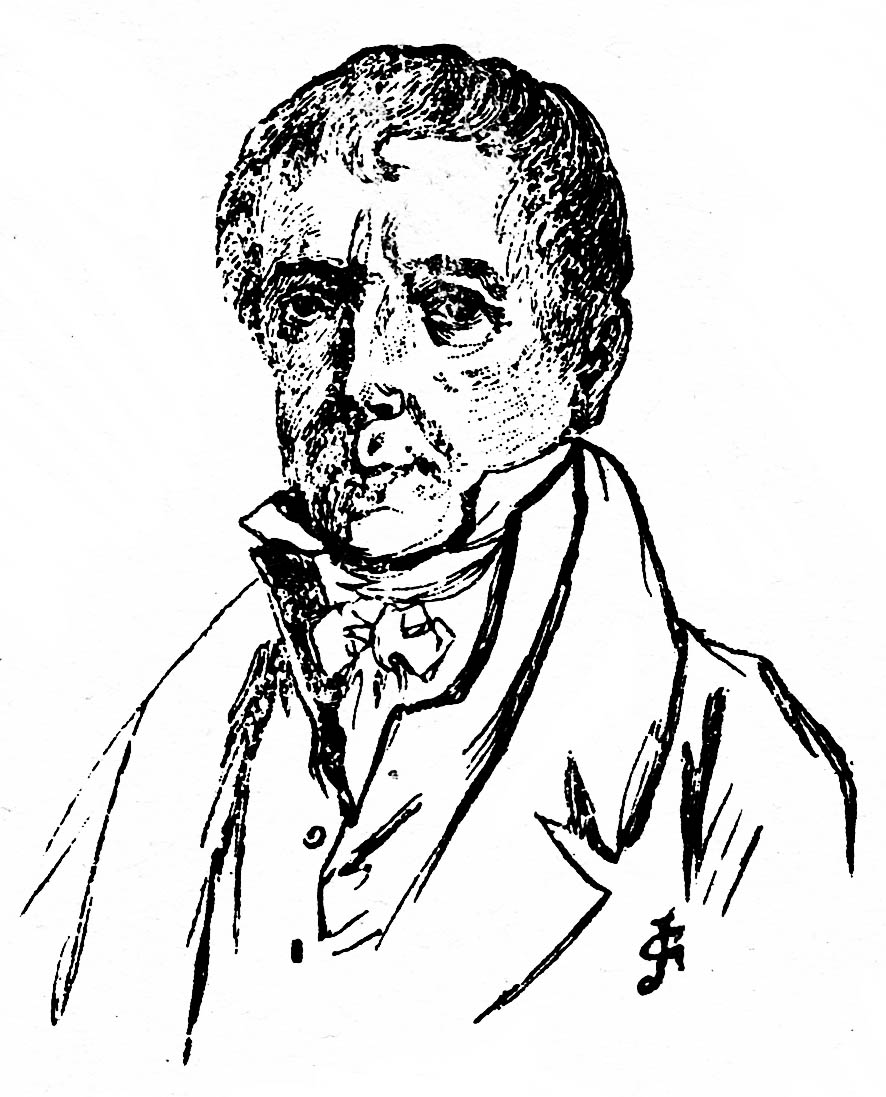
Ramond
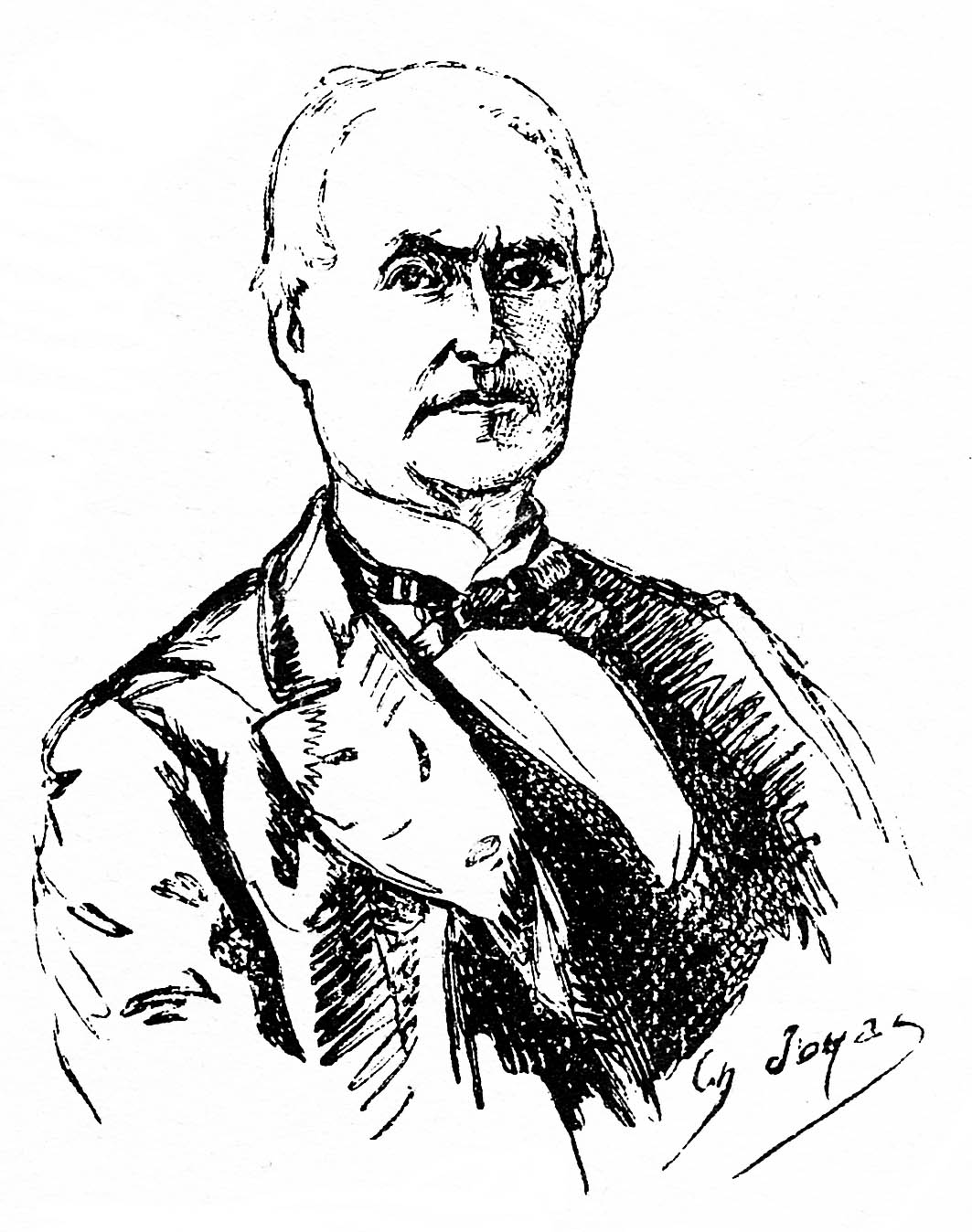
Lézat
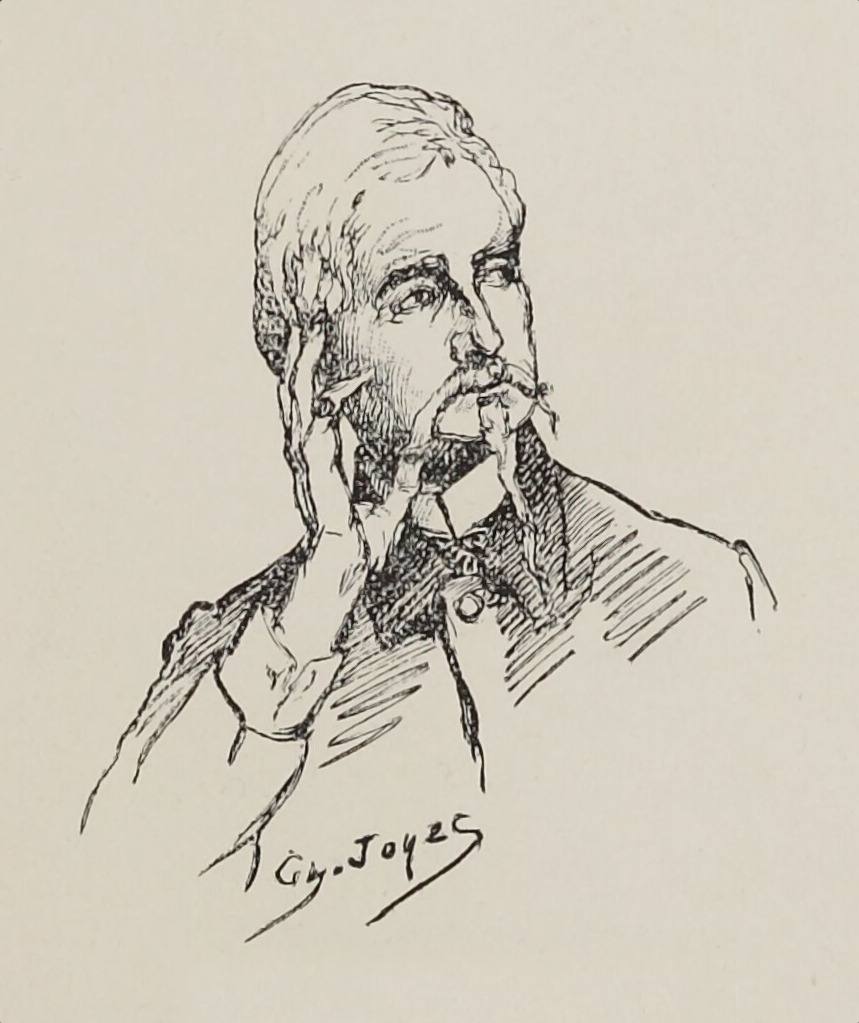
Russell
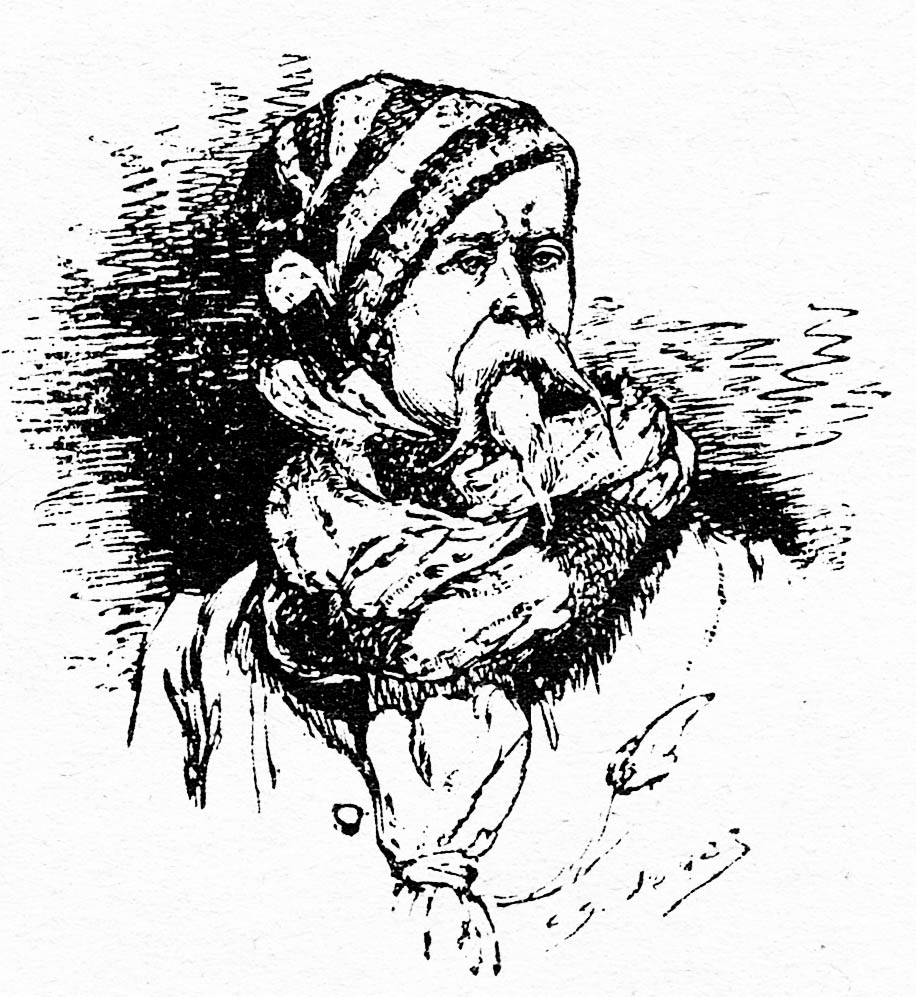
Nansouty
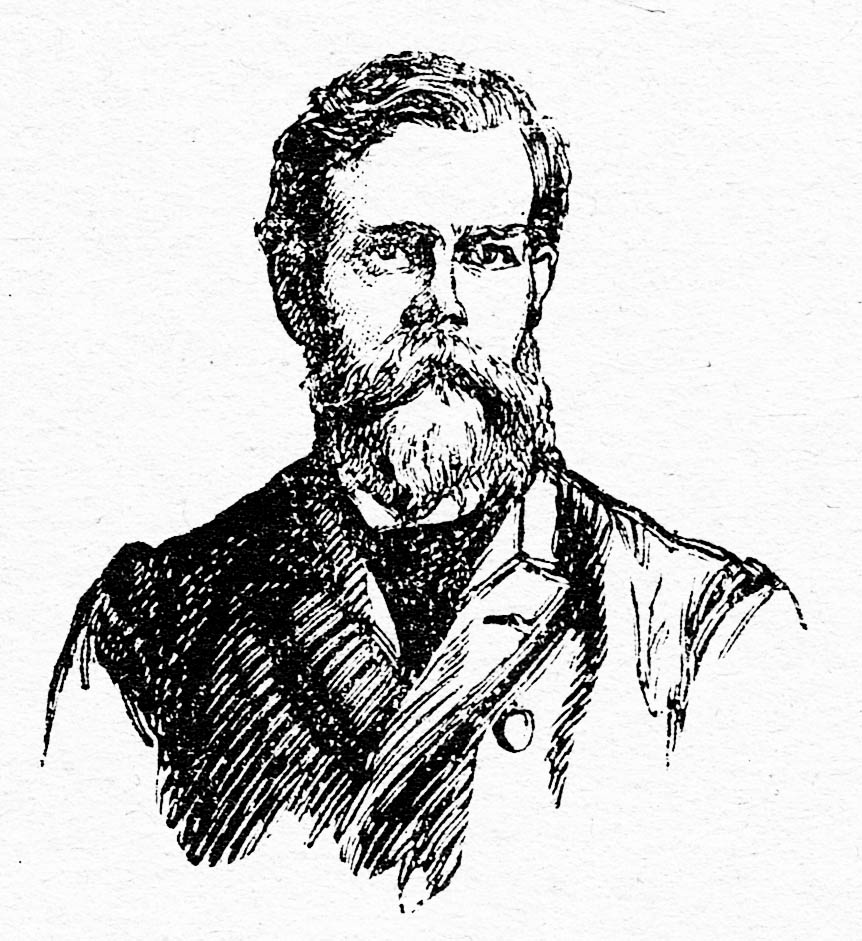
Schrader
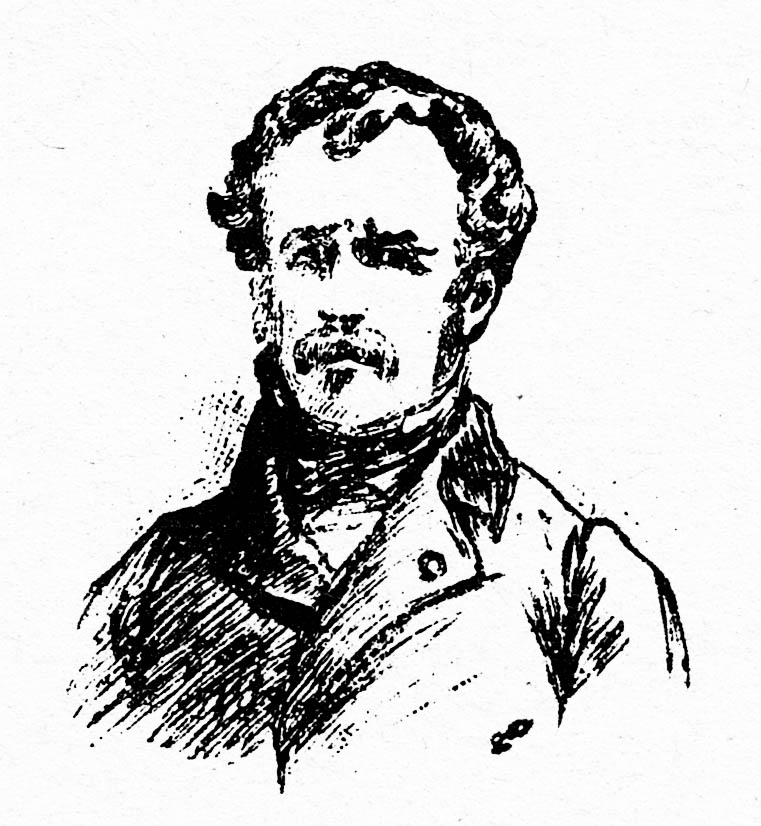
Peytier
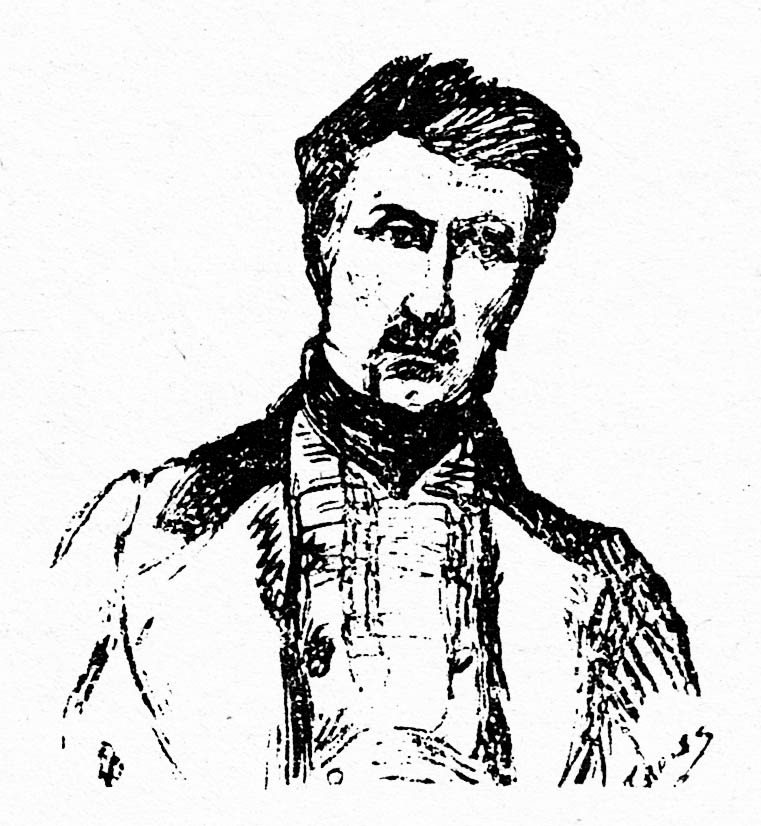
Hossard